# توني ماكاولي
توني ماكاولي (بالإنجليزية: Tony McAuley)‏ هو محرر تلفزيوني ‏ بريطاني، ولد في 24 أكتوبر 1939 في Cookstown ‏ في المملكة المتحدة، وتوفي في 7 يونيو 2003 في Glens of Antrim ‏ في المملكة المتحدة.

## وصلات خارجية
- توني ماكاولي على موقع ميوزك برينز (الإنجليزية)